# NGC 2246
NGC 2246 é uma nebulosa na direção da constelação de Monoceros. O objeto foi descoberto pelo astrônomo Lewis Swift em 1885, usando um telescópio refrator com abertura de 16 polegadas. 